# Mistrzostwa Świata w Tenisie Stołowym 1979
35. Mistrzostwa świata w tenisie stołowym odbyły się w dniach 25 kwietnia – 6 maja 1979 roku w Pjongjangu. Zawody zostały zdominowane przez reprezentantów Chin, którzy zwyciężyli w większości konkurencji.

## Końcowa klasyfikacja medalowa
| Miejsce | Państwo        | Złoto | Srebro | Brąz | Razem |
| ------- | -------------- | ----- | ------ | ---- | ----- |
| 1       | Chiny          | 4     | 4      | 7    | 15    |
| 2       | Węgry          | 1     | 1      | 0    | 2     |
| 3       | Japonia        | 1     | 0      | 2    | 3     |
| 4       | Jugosławia     | 1     | 0      | 1    | 2     |
| 5       | Korea Północna | 0     | 2      | 1    | 3     |
| 6       | Francja        | 0     | 0      | 1    | 1     |

## Medaliści
| Konkurencja:               | Złoto:                          | Srebro:                     | Brąz:                                                       |
| gra pojedyncza kobiet      | Ge Xin’ai                       | Li Song-suk                 | Tong Ling Zheng Deying                                      |
| gra pojedyncza mężczyzn    | Seiji Ono                       | Guo Yuehua                  | Liang Geliang Li Zhenshi                                    |
| gra podwójna kobiet        | Zhang Deying Zhang Li           | Ge Xin’ai Yan Guili         | Li Song-suk Ro Jong-suk Erzsebet Palatinus Gordana Perkučin |
| gra podwójna mężczyzn      | Antun Stipančić Dragutin Šurbek | István Jónyer Tibor Klampár | Li Zhenshi Wang Huiyuan Gue Yuehua Liang Geliang            |
| gra mieszana               | Liang Geliang Ge Xin’ai         | Li Zhenshi Yan Guili        | Wang Huiyuan Zhang Deying Jacques Secrétin Claude Bergeret  |
| konkurs drużynowy mężczyzn | Węgry                           | Chiny                       | Japonia                                                     |
| konkurs drużynowy kobiet   | Chiny                           | Korea Północna              | Japonia                                                     |